# كووستي همالاينن
كووستي همالاينن (بالفنلندية: Kyösti Hämäläinen) هو سائق راليات فنلندي بدأ مسيرته في سنة 1973. كان أول رالي له هو رالي فنلندا 1973. شارك في بطولة العالم للراليات. فاز بـ سباق رالي واحد. صعد على المنصة مرة واحدة خلال مسيرته.

## فرق مثلها
- شركة فورد

## روابط خارجية
- كووستي همالاينن على موقع eWRC-results.com (الإنجليزية)